# Chi (album)
Chi – siódmy album solowy polskiego rapera Eldo. Wydawnictwo ukazało się 28 maja 2014 roku nakładem wytwórni muzycznej My Music. Album promował wideoklip do utworu „Ms Batory” z gościnnym udziałem Tomsona. Wśród gości na płycie znaleźli się ponadto Pelson i W.E.N.A., natomiast producentem nagrań był Fawola. W dniu premiery, płyta została udostępniona bezpłatnie w formie digital stream na oficjalnym kanale YouTube rapera. 
Album zadebiutował na 1. miejscu zestawienia OLiS oraz uzyskał status złotej płyty.

## Lista utworów
Opracowano na podstawie materiału źródłowego.
1. „Ms Batory” (gościnnie: Tomson, scratche: DJ Hubson) – 4:00
2. „Rybałci” (gościnnie: Pelson, scratche: DJ Hubson) – 3:55
3. „Skała samobójców” – 3:52
4. „Miasto słońca” – 4:12
5. „Panamericana” (scratche: Daniel Drumz) – 2:41
6. „Jedwabny szlak” (scratche: Daniel Drumz) – 3:50
7. „Wyspy szczęśliwe” (scratche: Daniel Drumz) – 2:49
8. „Przylądek milczenia” – 3:08
9. „Droga winnych” – 3:31
10. „Kwietne wojny” – 3:06
11. „Psy z lasu śpiewającego” – 3:24
12. „Zatoka dobrych pomysłów” (gościnnie: W.E.N.A.) – 3:48
13. „Halina Poświatowska” (scratche: Daniel Drumz) – 3:34